# Jason Denayer
Jason Grégory Marianne Denayer (Jette, 28 giugno 1995) è un calciatore belga, difensore attualmente svincolato.

## Caratteristiche tecniche
È un difensore centrale. Dotato di un ottimo stacco aereo, si dimostra molto abile sulle palle inattive.

## Carriera

### Club
Il Manchester City lo preleva nel 2012 in cambio di 275000 € e nella stagione 2014-2015 lo cede in prestito agli scozzesi del Celtic, Il 13 luglio 2015, prolunga il suo contratto con i "Citizens" per altri 5 anni.
L'ultimo giorno del mercato estivo 2015, viene ceduto in prestito ai turchi del Galatasaray.
Il 31 agosto 2016 viene ceduto in prestito al Sunderland. Il 31 agosto 2017 fa ritorno in Turchia nuovamente al Galatasaray sempre con la formula del prestito.
Il 21 agosto 2018 viene ceduto a titolo definitivo, al Lione per 10 milioni di euro più bonus, firmando con la società francese un contratto quadriennale. Nella stagione successiva, complice la partenza di Nabil Fekir, diventa il nuovo capitano della squadra francese.
A causa di una stagione carente, che vide una sola partita giocata per via di un infortunio alla caviglia, egli decide di non rinnovare il contratto con la squadra e rimane svincolato.
Il 28 settembre 2022 si unisce all'Shabab Al-Ahli negli Emirati Arabi Uniti, dopo essere stato molto vicino al Torino Football Club che per molti giorni di calciomercato lo aveva ideato come erede di Bremer dopo che quest'ultimo si trasferì alla Juventus.

### Nazionale
Inizia a giocare nelle giovanili del Belgio prima con l'under 19 belga, successivamente debutta nell'Under-21 belga dove tra il 2014 e il 2016 ha raccolto 3 presenze segnando una rete. Nel marzo del 2015, viene convocato dalla nazionale maggiore dal commissario tecnico Marc Wilmots dove debutta ufficialmente il 31 marzo dello stesso anno, in occasione della sfida contro la nazionale israeliana valevole per la qualificazione all' Europeo 2016. Il 7 giugno 2015 gioca da titolare nell'amichevole vinta per 4-3 contro la Francia.
Viene convocato per gli Europei 2016 in Francia. Dopo non essere stato convocato per i Mondiali 2018, viene convocato per gli Europei tre anni dopo.

## Statistiche

### Presenze e reti nei club
Statistiche aggiornate al 5 ottobre 2024.
| Stagione               | Squadra                | Campionato             | Campionato | Campionato | Coppe nazionali | Coppe nazionali | Coppe nazionali | Coppe continentali | Coppe continentali | Coppe continentali | Altre coppe | Altre coppe | Altre coppe | Totale | Totale |
| Stagione               | Squadra                | Comp                   | Pres       | Reti       | Comp            | Pres            | Reti            | Comp               | Pres               | Reti               | Comp        | Pres        | Reti        | Pres   | Reti   |
| ---------------------- | ---------------------- | ---------------------- | ---------- | ---------- | --------------- | --------------- | --------------- | ------------------ | ------------------ | ------------------ | ----------- | ----------- | ----------- | ------ | ------ |
| 2014-2015              | Celtic                 | SP                     | 29         | 5          | CS+CdL          | 4+4             | 1+0             | UCL+UEL            | 1+6                | 0                  | -           | -           | -           | 44     | 6      |
| 2015-2016              | Galatasaray            | SL                     | 17         | 0          | TK              | 5               | 0               | UCL+UEL            | 4+2                | 0                  | ST          | 0           | 0           | 28     | 0      |
| 2016-2017              | Sunderland             | PL                     | 24         | 0          | FACup+CdL       | 2+1             | 0               | -                  | -                  | -                  | -           | -           | -           | 27     | 0      |
| 2017-2018              | Galatasaray            | SL                     | 22         | 0          | TK              | 0               | 0               | -                  | -                  | -                  | -           | -           | -           | 22     | 0      |
| Totale Galatasaray     | Totale Galatasaray     | Totale Galatasaray     | 39         | 0          |                 | 5               | 0               |                    | 6                  | 0                  |             | 0           | 0           | 50     | 0      |
| 2018-2019              | Olympique Lione        | L1                     | 31         | 2          | CF+CdL          | 4+2             | 1+0             | UCL                | 8                  | 0                  | -           | -           | -           | 45     | 3      |
| 2019-2020              | Olympique Lione        | L1                     | 25         | 3          | CF+CdL          | 4+3             | 0               | UCL                | 9                  | 0                  | -           | -           | -           | 41     | 3      |
| 2020-2021              | Olympique Lione        | L1                     | 31         | 1          | CF              | 2               | 1               | -                  | -                  | -                  | -           | -           | -           | 33     | 2      |
| 2021-2022              | Olympique Lione        | L1                     | 15         | 3          | CF              | 0               | 0               | UEL                | 5                  | 0                  | -           | -           | -           | 20     | 3      |
| Totale Olympique Lione | Totale Olympique Lione | Totale Olympique Lione | 102        | 9          |                 | 15              | 2               |                    | 22                 | 0                  |             | -           | -           | 139    | 11     |
| 2022-2023              | Shabab Al-Ahli         | PL                     | 9          | 0          | PC+CdL          | 0+2             | 0+0             | ACL                | 0                  | 0                  | -           | -           | -           | 11     | 0      |
| 2023-2024              | Al-Fateh               | SPL                    | 21         | 1          | KCC             | 1               | 0               | -                  | -                  | -                  | -           | -           | -           | 22     | 1      |
| 2024-2025              | Al-Fateh               | SPL                    | 6          | 0          | KCC             | 1               | 0               | -                  | -                  | -                  | -           | -           | -           | 7      | 0      |
| Totale Al Fateh        | Totale Al Fateh        | Totale Al Fateh        | 27         | 1          |                 | 2               | 0               |                    | -                  | -                  |             | -           | -           | 29     | 1      |
| Totale carriera        | Totale carriera        | Totale carriera        | 230        | 15         |                 | 35              | 3               |                    | 35                 | 0                  |             | 0           | 0           | 300    | 18     |

### Cronologia presenze e reti in nazionale
| Cronologia completa delle presenze e delle reti in nazionale ― Belgio | Cronologia completa delle presenze e delle reti in nazionale ― Belgio | Cronologia completa delle presenze e delle reti in nazionale ― Belgio | Cronologia completa delle presenze e delle reti in nazionale ― Belgio | Cronologia completa delle presenze e delle reti in nazionale ― Belgio | Cronologia completa delle presenze e delle reti in nazionale ― Belgio | Cronologia completa delle presenze e delle reti in nazionale ― Belgio | Cronologia completa delle presenze e delle reti in nazionale ― Belgio |
| Data                                                                  | Città                                                                 | In casa                                                               | Risultato                                                             | Ospiti                                                                | Competizione                                                          | Reti                                                                  | Note                                                                  |
| --------------------------------------------------------------------- | --------------------------------------------------------------------- | --------------------------------------------------------------------- | --------------------------------------------------------------------- | --------------------------------------------------------------------- | --------------------------------------------------------------------- | --------------------------------------------------------------------- | --------------------------------------------------------------------- |
| 31-3-2015                                                             | Gerusalemme                                                           | Israele                                                               | 0 – 1                                                                 | Belgio                                                                | Qual. Euro 2016                                                       | -                                                                     | 67’                                                                   |
| 7-6-2015                                                              | Saint-Denis                                                           | Francia                                                               | 3 – 4                                                                 | Belgio                                                                | Amichevole                                                            | -                                                                     | 85’                                                                   |
| 12-6-2015                                                             | Cardiff                                                               | Galles                                                                | 1 – 0                                                                 | Belgio                                                                | Qual. Euro 2016                                                       | -                                                                     |                                                                       |
| 13-11-2015                                                            | Bruxelles                                                             | Belgio                                                                | 3 – 1                                                                 | Italia                                                                | Amichevole                                                            | -                                                                     | 63’                                                                   |
| 29-3-2016                                                             | Leiria                                                                | Portogallo                                                            | 2 – 1                                                                 | Belgio                                                                | Amichevole                                                            | -                                                                     | 86’                                                                   |
| 1-6-2016                                                              | Bruxelles                                                             | Belgio                                                                | 1 – 1                                                                 | Finlandia                                                             | Amichevole                                                            | -                                                                     |                                                                       |
| 5-6-2016                                                              | Bruxelles                                                             | Belgio                                                                | 3 – 2                                                                 | Norvegia                                                              | Amichevole                                                            | -                                                                     | 66’                                                                   |
| 1-7-2016                                                              | Lilla                                                                 | Galles                                                                | 3 – 1                                                                 | Belgio                                                                | Euro 2016 - Quarti di finale                                          | -                                                                     |                                                                       |
| 16-10-2018                                                            | Bruxelles                                                             | Belgio                                                                | 1 – 1                                                                 | Paesi Bassi                                                           | Amichevole                                                            | -                                                                     |                                                                       |
| 15-11-2018                                                            | Bruxelles                                                             | Belgio                                                                | 2 – 0                                                                 | Islanda                                                               | UEFA Nations League 2018-2019 - 1º turno                              | -                                                                     | 84’                                                                   |
| 6-9-2019                                                              | Serravalle                                                            | San Marino                                                            | 0 – 4                                                                 | Belgio                                                                | Qual. Euro 2020                                                       | -                                                                     |                                                                       |
| 16-11-2019                                                            | San Pietroburgo                                                       | Russia                                                                | 1 – 4                                                                 | Belgio                                                                | Qual. Euro 2020                                                       | -                                                                     | 67’                                                                   |
| 19-11-2019                                                            | Bruxelles                                                             | Belgio                                                                | 6 – 1                                                                 | Cipro                                                                 | Qual. Euro 2020                                                       | -                                                                     |                                                                       |
| 5-9-2020                                                              | Copenaghen                                                            | Danimarca                                                             | 0 – 2                                                                 | Belgio                                                                | UEFA Nations League 2020-2021 - 1º turno                              | 1                                                                     |                                                                       |
| 8-9-2020                                                              | Bruxelles                                                             | Belgio                                                                | 5 – 1                                                                 | Islanda                                                               | UEFA Nations League 2020-2021 - 1º turno                              | -                                                                     |                                                                       |
| 11-10-2020                                                            | Londra                                                                | Inghilterra                                                           | 2 – 1                                                                 | Belgio                                                                | UEFA Nations League 2020-2021 - 1º turno                              | -                                                                     |                                                                       |
| 14-10-2020                                                            | Reykjavík                                                             | Islanda                                                               | 1 – 2                                                                 | Belgio                                                                | UEFA Nations League 2020-2021 - 1º turno                              | -                                                                     |                                                                       |
| 11-11-2020                                                            | Lovanio                                                               | Belgio                                                                | 2 – 1                                                                 | Svizzera                                                              | Amichevole                                                            | -                                                                     | 90+2’                                                                 |
| 15-11-2020                                                            | Lovanio                                                               | Belgio                                                                | 2 – 0                                                                 | Inghilterra                                                           | UEFA Nations League 2020-2021 - 1º turno                              | -                                                                     |                                                                       |
| 18-11-2020                                                            | Lovanio                                                               | Belgio                                                                | 4 – 2                                                                 | Danimarca                                                             | UEFA Nations League 2020-2021 - 1º turno                              | -                                                                     |                                                                       |
| 24-3-2021                                                             | Lovanio                                                               | Belgio                                                                | 3 – 1                                                                 | Galles                                                                | Qual. Mondiali 2022                                                   | -                                                                     | 46’                                                                   |
| 27-3-2021                                                             | Praga                                                                 | Rep. Ceca                                                             | 1 – 1                                                                 | Belgio                                                                | Qual. Mondiali 2022                                                   | -                                                                     |                                                                       |
| 30-3-2021                                                             | Lovanio                                                               | Belgio                                                                | 8 – 0                                                                 | Bielorussia                                                           | Qual. Mondiali 2022                                                   | -                                                                     | 46’                                                                   |
| 3-6-2021                                                              | Bruxelles                                                             | Belgio                                                                | 1 – 1                                                                 | Grecia                                                                | Amichevole                                                            | -                                                                     |                                                                       |
| 6-6-2021                                                              | Bruxelles                                                             | Belgio                                                                | 1 – 0                                                                 | Croazia                                                               | Amichevole                                                            | -                                                                     |                                                                       |
| 17-6-2021                                                             | Copenaghen                                                            | Danimarca                                                             | 1 – 2                                                                 | Belgio                                                                | Euro 2020 - 1º turno                                                  | -                                                                     |                                                                       |
| 21-6-2021                                                             | San Pietroburgo                                                       | Finlandia                                                             | 0 – 2                                                                 | Belgio                                                                | Euro 2020 - 1º turno                                                  | -                                                                     |                                                                       |
| 2-9-2021                                                              | Tallinn                                                               | Estonia                                                               | 2 – 5                                                                 | Belgio                                                                | Qual. Mondiali 2022                                                   | -                                                                     |                                                                       |
| 5-9-2021                                                              | Bruxelles                                                             | Belgio                                                                | 3 – 0                                                                 | Rep. Ceca                                                             | Qual. Mondiali 2022                                                   | -                                                                     |                                                                       |
| 8-9-2021                                                              | Kazan'                                                                | Bielorussia                                                           | 0 – 1                                                                 | Belgio                                                                | Qual. Mondiali 2022                                                   | -                                                                     |                                                                       |
| 7-10-2021                                                             | Torino                                                                | Belgio                                                                | 2 – 3                                                                 | Francia                                                               | UEFA Nations League 2020-2021 - Semifinale                            | -                                                                     |                                                                       |
| 10-10-2021                                                            | Torino                                                                | Italia                                                                | 2 – 1                                                                 | Belgio                                                                | UEFA Nations League 2020-2021 - Finale 3º posto                       | -                                                                     |                                                                       |
| 13-11-2021                                                            | Bruxelles                                                             | Belgio                                                                | 3 – 1                                                                 | Estonia                                                               | Qual. Mondiali 2022                                                   | -                                                                     |                                                                       |
| 26-3-2022                                                             | Dublino                                                               | Irlanda                                                               | 2 – 2                                                                 | Belgio                                                                | Amichevole                                                            | -                                                                     |                                                                       |
| 29-3-2022                                                             | Bruxelles                                                             | Belgio                                                                | 3 – 0                                                                 | Burkina Faso                                                          | Amichevole                                                            | -                                                                     | 46’                                                                   |
| Totale                                                                |                                                                       | Presenze                                                              | 35                                                                    |                                                                       | Reti                                                                  | 1                                                                     |                                                                       |

## Palmarès

### Club

#### Competizioni nazionali
- Coppa di Lega inglese: 1

Manchester City: 2013-2014
- Campionato inglese: 1

Manchester City: 2013-2014
- Campionato scozzese: 1

Celtic: 2014-2015
- Coppa di Lega scozzese: 1

Celtic: 2014-2015
- Coppa di Turchia: 1

Galatasaray: 2015-2016
- Campionato turco: 1

Galatasaray: 2017-2018

### Individuale
- Miglior giovane dell'anno della SPFA: 1

2014-2015